# レディアットドーン
レディアットドーン (Ready at Dawn Studios LLC) は、アメリカのコンピュータゲーム開発企業。

## 概要
アメリカのゲーム開発会社のノーティドッグ(Naughty Dog)とブリザード・エンターテイメント(Blizzard Entertainment)のメンバーが独立し、2003年に設立。カリフォルニア州のアーバインで活動している。
2006年に、PlayStation Portable用ゲーム『Daxter』（日本未発売）を開発する。『Daxter』は、それまでノーティドッグが開発していた『ジャック×ダクスター』シリーズの5作目である。この『Daxter』はノーティドッグ開発のPlayStation 2用ゲーム『Jak X: Combat Racing』（2005年、日本未発売）とUSBケーブルを使って連動させることが可能となっている。
その後も『ゴッド・オブ・ウォー』のPSP版や、『大神』のWii版などを移植したことで話題となった。
PS3向け新規IPを開発中と明らかにしていたが、2013年に開催されたE3でPS4向け新規IP『The Order:1886』を発表し、2015年2月20日に発売された。
2017年にはバーチャル・リアリティ（VR）ゲーム『Lone Echo』をOculus Rift専用タイトルとして発売。同作はOculus Storeにおいて100万ドル（約1億円）の売り上げを最速で達成した。
2020年6月22日、Facebook（現Meta）傘下のOculusがレディアットドーンの買収を発表。
2021年10月12日、『Lone Echo』の続編『Lone Echo II』を発売。

## ゲーム作品
- 2006年 『Daxter』 (PSP, 日本未発売)
- 2008年 『ゴッド・オブ・ウォー 落日の悲愴曲』 (PSP, 原題:God of War: Chains of Olympus)
- 2008年 『大神』 (Wii, 原題:Ōkami)[4]
- 2010年 『ゴッド・オブ・ウォー 降誕の刻印』 (PSP, 原題:God of War: Ghost of Sparta)
- 2015年 『The Order:1886』
- 2017年 『Lone Echo』
- 2021年 『Lone Echo II』